# 主要星系目录

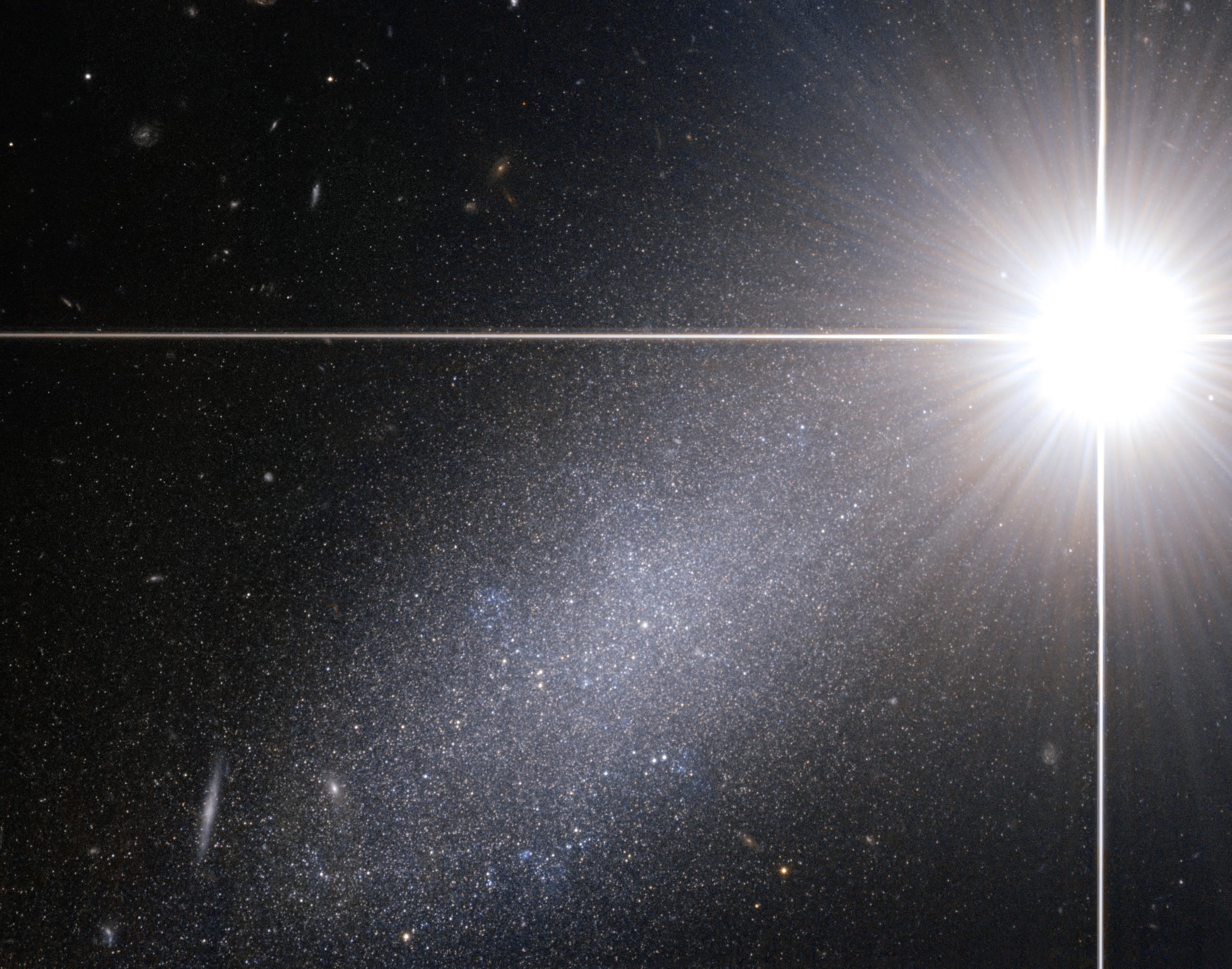
被星光遮蔽的矮星系PGC 39058。

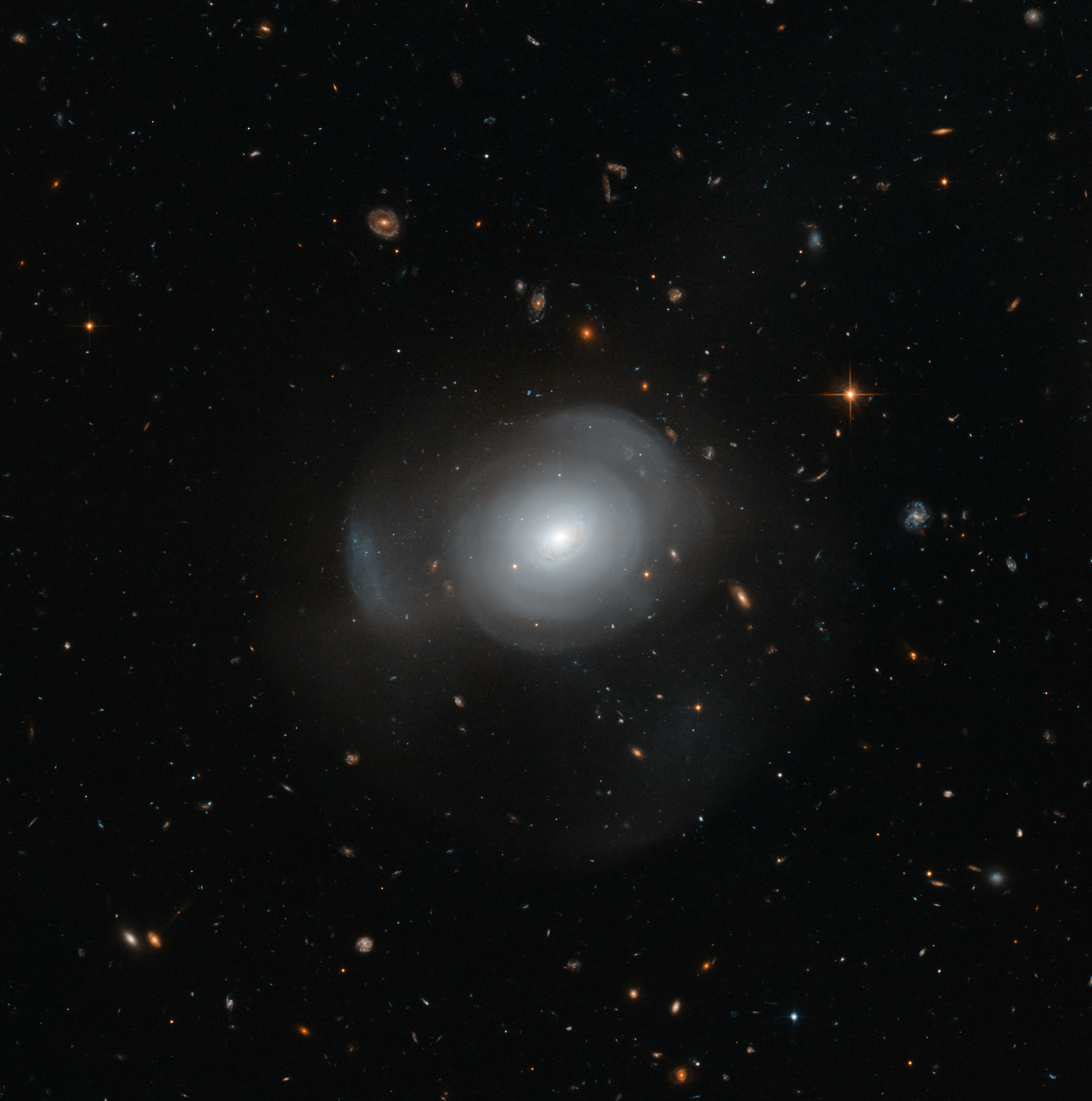
哈伯太空望遠鏡拍攝的橢圓星系PGC 6240影像。

主要星系目錄（英語：Catalogue of Principal Galaxies）是在1989年出版，以B1950和J2000曆元的天球赤道坐標交叉識別，列出了73,197星系的天體目錄。它是基於1983年開始啟動的里昂-默冬星系資料庫（LEDA）編輯製成的。 40,932 坐標（56%）的標準差小於10″。共列出了來自38個最常見來源的131,601個名字。給出了每個星系的可用平均值數據：
- 49,102 個星系形態的描述，
- 52,954 個星系的視長軸和短軸（英语：Semi-major and semi-minor axes），
- 67,116 個星系的視星等，
- 20,046 個星系的徑向速度和
- 24,361 個星系的位置角。

里昂-默冬星系資料庫最終擴展為HyperLEDA，是一個包含數百萬星系的資料庫。原始PGC目錄中的星系在HyperLEDA中仍以原始PGC編號進行編目。其它星系也分配了編號，然而對於那些不在原始PGC目錄中的星系，並不建議使用新編的PGC編號作為名稱。

## 例子

### PGC 39058
PGC 39058是矮星系，它位於星座天龍座中，距離我們約1,400萬光年。它相對較近，但被在前方銀河系內一顆明亮恆星的光遮蔽。

### PGC 6240
PGC 6240（也稱為白玫瑰星系）是位於星座水蛇座的一個大透鏡星系，距離地球大約3億4600萬光年

## 外部連結
- PGC info at ESO's archive of astronomical catalogues （页面存档备份，存于）
- PGC readme （页面存档备份，存于） at Centre de Données astronomiques de Strasbourg.